# Osredek Žumberački
Osredek Žumberački je naselje koje se nalazi u sastavu Grada Samobora, Zagrebačka županija. Površina naselja iznosi 2,09 km2.

## Stanovništvo
Prema popisu stanovništva iz 2011. godine, naselje je imalo 22 stanovnika te 6 obiteljskih kućanstava prema popisu iz 2001.
| broj stanovnika | 106   | 87    | 87    | 98    | 78    | 76    | 70    | 81    | 61    | 74    | 59    | 47    | 34    | 25    | 17    | 22    | 13    |
|                 | 1857. | 1869. | 1880. | 1890. | 1900. | 1910. | 1921. | 1931. | 1948. | 1953. | 1961. | 1971. | 1981. | 1991. | 2001. | 2011. | 2021. |

Do 1900. iskazivano pod imenom Osredak.